# Trophée de France 1909
Navigation
Trophée de France 1908 Trophée de France 1910
Le Trophée de France 1909 est la 3e édition du Trophée de France, une compétition de football de fin de saison organisée par le Comité français interfédéral entre les champions de chaque fédération qui le compose.
Il y a un doute sur le vainqueur car le tournoi s'est joué sur tapis vert. L'Auto donnera les années suivantes la victoire à Jeunesse athlétique de Saint-Ouen dans les articles de présentation de finales rappelant le palmarès de l'épreuve, tandis que sur la plaque du trophée est gravé AS alforvillaise.

## Participants
Les Bons Gars sont sacrés champion de la FGSPF le 9 mai 1909.
Une semaine avant son deuxième titre de champion de France professionnel, obtenu le 25 avril 1909, la Jeunesse athlétique de Saint-Ouen annonce sa décision de quitter la Fédération des sociétés athlétiques professionnelles de France (FSAPF) et d'adhérer à la Fédération cycliste et athlétique de France (FCAF).
Dans le championnat de la FCAF, le SC Caudry bat l'Iris Club croisien en demi-finale. La finale oppose le dimanche 16 mai 1909 le SC Caudry à l'AS alfortvillaise sur le terrain de la JA Saint-Ouen. Caudry l'emporte par quatre buts à deux.
Le SC Caudry doit donc affronter les Bons Gars pour le Trophée de France.
Le Star Club caudrésien, champion de France de la FCAF, décline la participation au Trophée de France. La FCAF décide alors d'inscrire à sa place la JA Saint-Ouen, bien que le club n'ait pas encore joué de match sous sa nouvelle fédération.[réf. nécessaire]
Le dimanche suivant, le 23 mai, a lieu un France-Angleterre organisé par le CFI. Un article du 25 mai présente la saison comme terminée. La date a laquelle le match aurait dû se jouer n'a pu donc être déterminée par les auteurs de l'article.
Les Bons Gars auraient déclaré forfaits, offrant le titre au vainqueur de la FCAF. Le SC Caudry aurait aussi déclaré forfait. La plaque du trophée indique l'AS alfortvillaise, finaliste de la FCAF, tandis que L'Auto indique entre 1910 et 1914 la JA Saint-Ouen au palmarès.
| Club                              | Ville      | Fédération                                                          |
| --------------------------------- | ---------- | ------------------------------------------------------------------- |
| Jeunesse athlétique de Saint-Ouen | Saint-Ouen | Fédération cycliste et athlétique de France (FCAF)                  |
| Bons Gars                         | Bordeaux   | Fédération gymnastique et sportive des patronages de France (FGSPF) |

## Compétition
Le Trophée de France doit opposer la Jeunesse athlétique de Saint-Ouen aux Bons Gars, mais les Bordelais refusent de disputer la rencontre. Les Bons Gars sont déclarés forfait et la JA Saint-Ouen est paradoxalement désignée vainqueur du Trophée de France en juin, alors que le club n'a disputé aucun match pour gagner la compétition. Cependant la plaque du Trophée porte l'A.S. alforvillaise comme vainqueur pour l'année 1909.
| Finale | JA Saint-Ouen | forfait | Bons Gars |  |  |
|        |               |         |           |  |  |